# Amblyopsoides halleyi
Amblyopsoides halleyi är en kräftdjursart som beskrevs av Michel Ledoyer 1990. Amblyopsoides halleyi ingår i släktet Amblyopsoides och familjen Mysidae. Inga underarter finns listade i Catalogue of Life.